# Spies von Büllesheim
Spies von Büllesheim ist der Name eines  Uradelsgeschlechts aus dem rheinischen Herzogtum Jülich.

## Geschichte

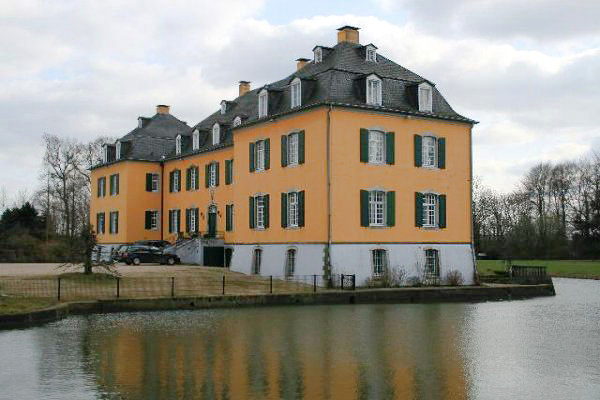
Haus Hall, Ratheim

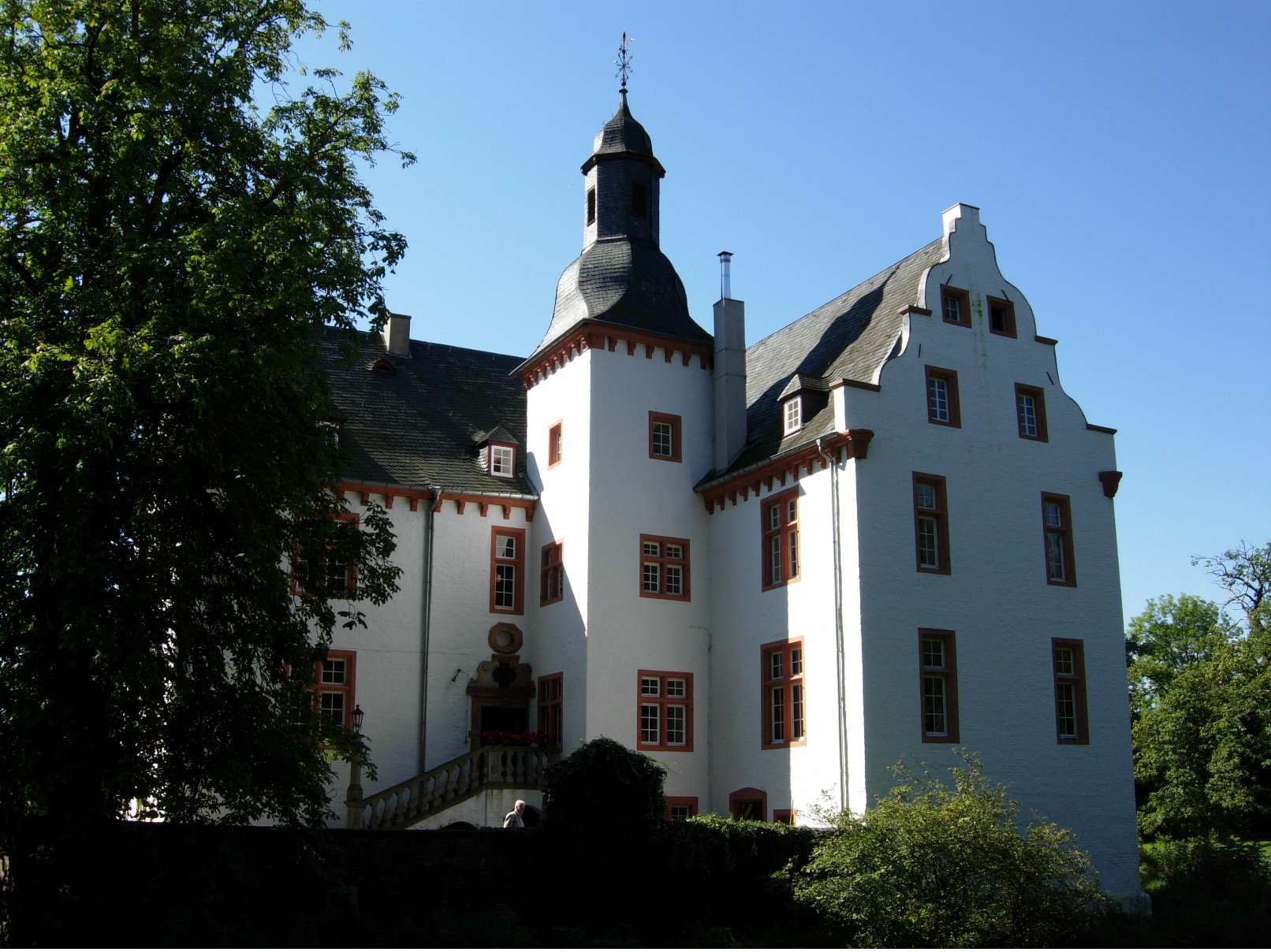
Burg Metternich

Das Geschlecht erscheint erstmals urkundlich am 28. September 1319 mit Ludewikus filius (Sohn des) Christiani de Buellesheim. Im Herzogtum Jülich bekleidete die Familie das Amt des Erbschenks.
Die Stammreihe beginnt mit dem Ritter und Herzoglich jülichschen Hofmarschall Heinrich Ysaak von Büllesheim auf Büllesheim, urkundlich 1387 bis 1369. 1501 befiehlt Papst Alexander VI. in einer Bulle dem Erzbischof von Köln den Streit innerhalb des Deutschen Ordens zwischen dem Herrenmeister, dem Herzog zu Sachsen und dem Landkomtur zu Koblenz Wernher Spies zu schlichten. Die Streitschlichtung endete mit dem (gewaltsamen) Tod des Spies.
Im Herzogtum Jülich, Kurköln, Luxemburg, der Pfalz und Nachbargebieten waren mehrere Familienzweige aufgeschworen, so z. B. wegen Burg Satzvey, Büllesheim, Oberehe, Schweinheim, Schloss Allner, Burg Bubenheim, Frechen, Langenfeld, Untermaubach, Haus Rath (Düren), Schönstein und Loersfeld.
Die Familie gehört der Rheinischen Ritterschaft als Mitgründer an und stellte mehrfach deren Ritterhauptmann. Die Linie zu Maubach starb mit dem Sohn des preußischen Generals Otto Spies von Büllesheim aus. Die einzig noch existierende Linie ist die zu Haus Hall in Ratheim, welche aus der Linie zu Schweinheim, später Rath hervorgegangen ist. Ein Zweig dieser Linie ist seit 1895 durch Kauf im Besitz der Burg Metternich bei Euskirchen; ein weiterer trat 1993 das Erbe der erloschenen Freiherren von Vittinghoff-Schell auf Schloss Schellenberg bei Essen und Schloss Kalbeck am Niederrhein an, die inzwischen von Antoinette Freifrau von Elverfeldt-Ulm, geb. Freiin Spies von Büllesheim, und ihrer Familie bewohnt werden.

### Ehemalige Besitze der Familie
Niederbolheim | Schloss Miel | Haus Rath (Düren) | Schloss Loersfeld | Burg Untermaubach | Kleeburg (Euskirchen) | Burg Schweinheim | Schloss Allner | Burg Merten | Burg Bubenheim | Burg Satzvey | Schloss Oberehe | Schloss Schönstein | Burg Bodendorf | Burg Frechen Spiesburg | Dückeburg | Rott in Spich | Kasteel Erenstein NL | Haus Mozenborn |Großbüllesheim | Kleinbüllesheim | Burg Rohr (Blankenheim)| Lupenau | Haus Berg bei Nideggen| Burg Juntersdorf | Schloss Kalbeck

## Wappen
Das Stammwappen zeigt in Schwarz einen gekrönten, zweischwänzigen, linksgewendeten, rot bewehrten goldenen Löwen (Pfälzer oder Brabanter Löwe) begleitet von fünf goldenen Pilgermuscheln (2,2,1).

## Namensträger
- Wilhelm Spies von Büllesheim, Abt der Abtei Michaelsberg (Siegburg) (1419–1446)
- Wernher Spies von Büllesheim, Landkomtur des Deutschen Ordens (1486–1501)
- Wernher Spies von Büllesheim, Landkomtur des Deutschen Ordens (1639–1643)
- Klara Franziska Spies von Büllesheim, Äbtissin des Stifts Gerresheim (1663–1685)
- Maria Sophia Spies von Büllesheim, Äbtissin des Stifts Gerresheim (1685–1694)
- Catharina Ida Spies von Büllesheim († 1695) Äbtissin des Stiftes St. Quirinus Neuss (1679–1683)
- Maria Charlotte Spies von Büllesheim zu Satzvey und Allner (geb. von der Hees; * 1723, † 1769)[2]
- Jakob Ferdinand Spies von Büllesheim, Komtur der Deutschordenskommende St. Aegidius in Aachen (1729–1734)
- Otto Spies von Büllesheim († 1904), königlich preußischer General[3]
- Ludwig Josef von Spies-Büllesheim (1785–1860), preußischer Landrat
- Edmund Spieß von Büllesheim (1820–1904), deutscher Rittergutsbesitzer und Politiker
- Adolf Freiherr Spies von Büllesheim (* 1929, † 2011) Mitglied des Deutschen Bundestages (1972–1987),
- Elisabeth Freifrau Spies von Büllesheim (* 1944), Vize-Präsidentin und Generaloberin des Malteser Hilfsdienstes (seit 1996)[4]
- Franz Leo Freiherr Spies von Büllesheim, Ritterhauptmann der Genossenschaft des rheinischen ritterbürtigen Adels * 1933
- Stephan Freiherr Spies von Büllesheim, Kanzler der deutschen Assoziation des Souveränen Malteserritterordens.[5]